# オオバジャノヒゲ
オオバジャノヒゲ（大葉蛇の鬚、学名：Ophiopogon planiscapus）はユリ科ジャノヒゲ属の常緑多年草 。ジャノヒゲ属は、新しいAPG植物分類体系ではキジカクシ科に分類される。

## 特徴
地中浅く、長い匍匐枝をだして増え、よく繁る。長いひげ根が多数あり、紡錘状の小さな膨らみがまばらにある。葉は線形で根出し、高さ15-30cm（30-50cm）、幅4-6mmあり、厚味があり丈夫で、縁の鋸歯は明らかでない。
花期は6-8月。根出葉の間から、高さ20-30cmになる花茎をだし、その上部に穂状花序をつけ、小さい花を点々とつける。花は淡い紫色であるが、まれに白色もある。花に細い花柄があり、横向きか下向きに、数個ずつ集まって咲く。花被片は6個あり、同形で離れて漏斗状に開く。雄蕊は6個あり、花糸はごく短く、葯は長い。子房は半下位で3室あり、各室に2個の胚珠がある。花柱は円柱状で、先が小さく3分された柱頭を持つ。花後、子房が破れて果皮が早く落ち、種子がむき出しになって成熟する。種子は灰黒色、灰緑黒色、コバルト色で、径8-9mmの長めの球状になり、果実のように見える。
同属のジャノヒゲと比べると、葉は広く厚く、花序軸が太いので、容易に区別できる。

## 分布と生育環境
日本固有種。本州、四国、九州に分布し、山林中の陰地に生育する。ときに群生する。

## 和名の由来
葉状から、ジャノヒゲ（蛇の鬚）またはリュウノヒゲ（龍の鬚）といわれたが、ジョウノヒゲが転訛して、ジャノヒゲになったと考えられる。ジョウノヒゲとは、「尉（じょう）の鬚」の意であり、能面で老人の面を「尉（じょう）」といい、この葉の様子をその面の鬚（あごひげ）に見立てた。また、ジャノヒゲに比べて葉が大きいことから、オオバジャノヒゲ（大葉蛇の鬚）という。

## その他

### 園芸品種
- コクリュウ（黒竜）（Ophiopogon planiscapus 'Kokuryu' ['Nigrescens']）　カラス葉の園芸品種

## ギャラリー
- 花は横向きから下向きに咲き、花糸は短い。
- 葉は広く厚味がある。